# The Man That Might Have Been
The Man That Might Have Been è un cortometraggio muto del 1914 diretto e interpretato da William Humphrey. Basato su un soggetto di Rupert Hughes, aveva come altri interpreti Leah Baird, Leo Delaney, Anders Randolf.

## Produzione
Il film fu prodotto dalla Vitagraph Company of America.

## Distribuzione
Distribuito dalla General Film Company, il film - un cortometraggio in una bobina - uscì nelle sale cinematografiche statunitensi il 3 dicembre 1914.